# Робертсфорс
Робертсфорс (швед. Robertsforsⓘ) — містечко (tätort, міське поселення) у північній Швеції в лені  Вестерботтен. Адміністративний центр комуни Робертсфорс.

## Географія
Містечко знаходиться у східній частині лена  Вестерботтен за 580 км на північ від Стокгольма.

## Клімат
| Кліматограма Робертсфорсу                                                                                                 | Кліматограма Робертсфорсу | Кліматограма Робертсфорсу | Кліматограма Робертсфорсу | Кліматограма Робертсфорсу | Кліматограма Робертсфорсу | Кліматограма Робертсфорсу | Кліматограма Робертсфорсу | Кліматограма Робертсфорсу | Кліматограма Робертсфорсу | Кліматограма Робертсфорсу | Кліматограма Робертсфорсу |
| --- | ------------------------- | ------------------------- | ------------------------- | ------------------------- | ------------------------- | ------------------------- | ------------------------- | ------------------------- | ------------------------- | ------------------------- | ------------------------- |
| С | Л                         | Б                         | К                         | Т                         | Ч                         | Л                         | С                         | В                         | Ж                         | Л                         | Г                         |
| 55 −4 −8 | 42 −4 −9                  | 42 −1 −6                  | 39 5 −2                   | 47 10 4                   | 63 15 9                   | 78 19 13                  | 77 17 12                  | 60 13 8                   | 65 6 3                    | 65 2 −2                   | 63 −1 −5                  |
| Середня макс. і мін. температури повітря (°C) Атмосферні опади (мм), за рік : 696 мм. Джерело: «Climate-Data.org» (англ.) |                           |                           |                           |                           |                           |                           |                           |                           |                           |                           |                           |

## Історія
Робертсфорс названий на честь шотландця Роберта Фінлі, який разом з Джоном Дженнінгсом заснував тут металообробну фабрику в 1751 році.

## Населення
Населення міста налічує 2,010 мешканців (2020).

## Спорт
У поселенні базується футбольний клуб Робертсфорс ІК.

## Галерея

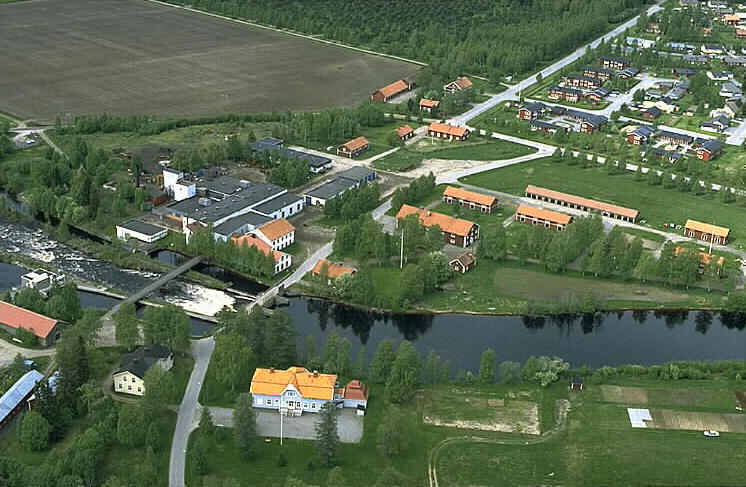
Містечко з пташиного польоту
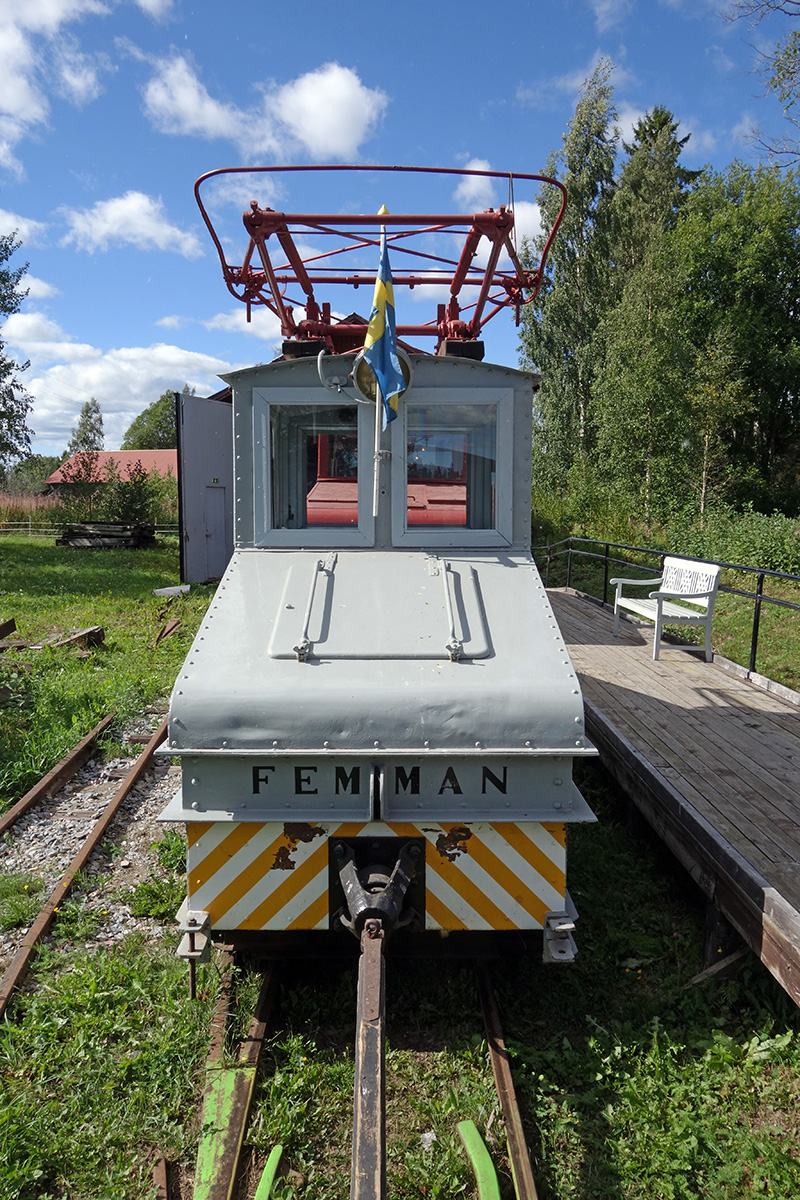
Музейний електричний локомотив
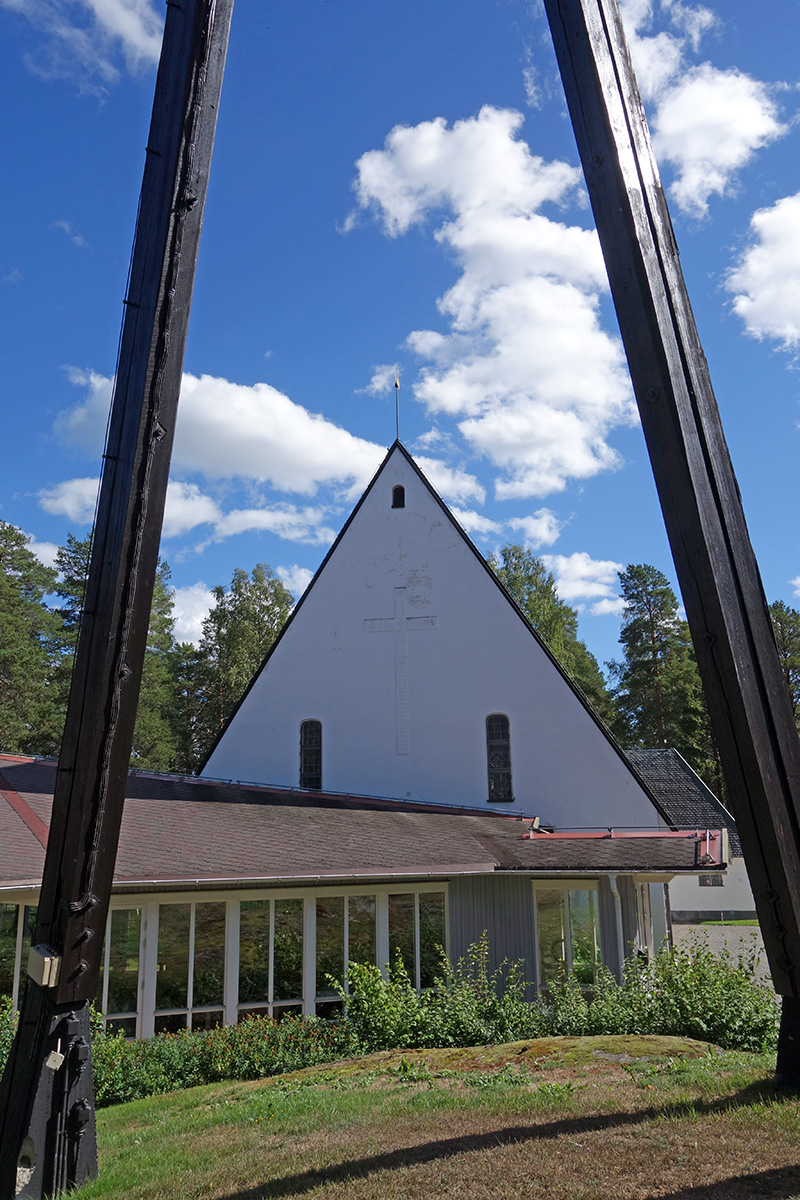
Кірха
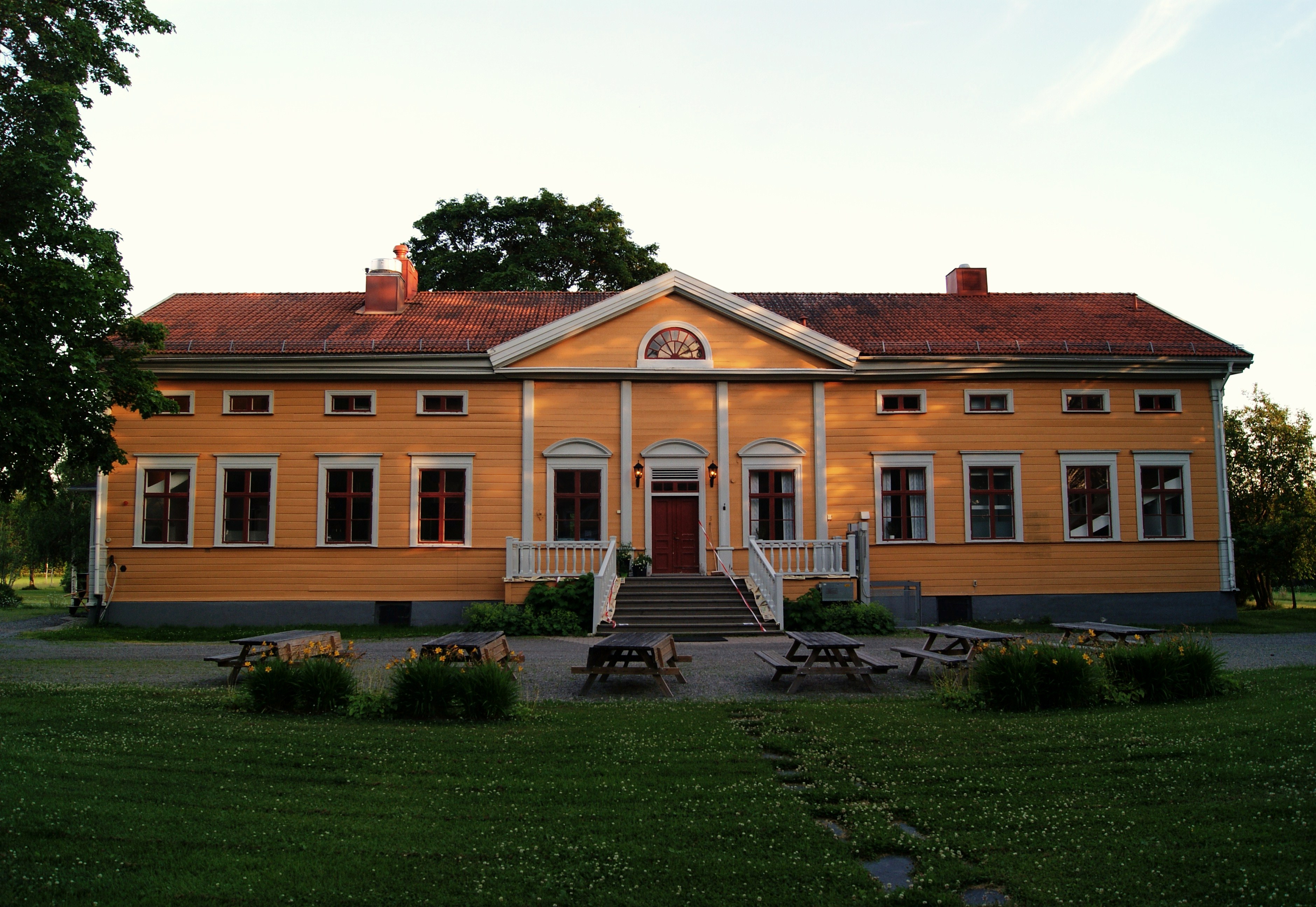
Народна школа

## Покликання
- Сайт комуни Робертсфорс (швед.)